# Bo Maniette
Bo Erik Maniette, född 19 februari 1950 i Vännäs, är en svensk textförfattare, kompositör, sångare och underhållare.
Bo Maniette gjorde sin TV-debut i programmet Open door 1968. Han har varit verksam på Stora Teatern i Göteborg, gjort krogshow med Bosse Parnevik och spelat revy hos Hagge Geigert på Lisebergsteatern. Han har sjungit in flera grammofonskivor och var gitarrist och sångare i revydansbandet Matz-Ztefanz med Lailaz, i samband med revyerna Sommarskoj, det också på Lisebergsteatern. Han har varit verksam som fältartist med uppdrag i Israel, Cypern, Egypten och Libanon samt ledamot av Sveriges Fältartist Föreningens styrelse som vice ordförande under Folke Graam, Mille Schmidt och Stikkan Anderson.
Sedan 1960-talet har Maniette ofta samarbetat med Stefan Ljungqvist. De gjorde flera egna sketchprogram i TV och var återkommande gäster i Siewert Öholms serier Nattcafé och Svar Direkt. Maniette har även skrivit sångtexter och komponerat låtar åt sig själv och andra artister, bland andra Ann-Louise Hanson och Anders Glenmark. Han har över 100 kompositioner registrerade hos STIM. 
Maniette har ofta lånat ut sin röst till tecknade filmer såsom Lucky Luke, Asterix, Pocahontas, Pumbaa i Lejonkungen 2, Peter Pan, Pinocchio, Aladdin och De vilda djurens flykt. Han gjorde även rösten till Gobo i dockserien Fragglarna på 1980-talet. 
I radion har han varit programvärd för Lisebergsgåtan 1985 och I afton dans 1990. Maniette är aktiv frimurare och var 2003–2009 Ordförande Mästare i S:t Johanneslogen Salomon à Trois Serrures inom Svenska Frimurare Orden. Har skrivit "Göteborgarnas Nyårsdikt" som  årligen framförs inför tolvslaget på Götaplatsen.

## Filmografi
- 1985 – Fragglarna (TV-serie) – Gobo Fraggel
- 1985 – Asterix – gallernas hjälte – Asterix, Centurion
- 1989 – Bumbibjörnarna (TV-serie) – Blandade röster
- 1992 – Luftens hjältar (TV-serie) – Blandade röster
- 1992 – Peter Pan – Kapten Krok
- 1993 – De vilda djurens flykt (TV-serie) – Grodan
- 1994 – Jafars återkomst – Jafar
- 1995 – Pinocchio – Ärlige John
- 1995 – Pongo och de 101 dalmatinerna – Översten och Kapten
- 1995 – Pocahontas – Lon
- 1995 – Den lilla sjöjungfrun (TV-serie) – Blandade röster
- 1997 – Skönheten och Odjuret – Den förtrollade julen – Maestro Forte
- 1998 – Mulan – Chi Fu
- 1998 – Timon och Pumbaa (TV-serie) – Pumbaa
- 1998 – Lejonkungen II – Simbas skatt – Pumbaa
- 2001 – Monsters, Inc. – George
- 2002 – Peter Pan 2 – Kapten Krok
- 2003 – Hitta Nemo – Magister Rocka
- 2004 – Shrek 2 – Blandade röster
- 2016 – Hitta Doris – Magister Rocka

## Diskografi (urval)
- 1974 – Quinnor i mitt liv
- 1980 – Bosse Maniette
- 1990 – Refrängsång till Colonial Club Orchestra
- 1997 – Matz-Ztefanz med Lailaz Volym 1
- 2005 – Matz-Ztefanz med Lailaz Volym 2
- 2015 – En gång till